# Еріх Мільке
Еріх Мільке (нім. Erich Fritz Emil Mielke 28 грудня 1907, Берлін, Німецька імперія — 21 травня 2000, Берлін, Німеччина) — державний діяч НДР, міністр державної безпеки НДР в 1957–1989, генерал армії.
Двічі засуджений в Німеччині (1-й раз заочно) .

## Молодість
Народився в 1907 році в Берліні. Німець.
Закінчив школу міської громади і гімназію.
Працював торговим агентом-експедитором, одночасно в 1928–1931 працював репортером газети «Die Rote Fahne». Вперше арештований в 1930 за участь у забороненій владою демонстрації.
У 1931 під час комуністичної демонстрації в Берліні разом з Еріхом Цімером брав участь в убивстві двох поліцейських — Пауля Анлауфа і Франца Ленка (третій поліцейський був важко поранений). Після цього Мільке був змушений тікати в Бельгію, а звідти в 1932 — в Москву . За співучасть у вбивстві був заочно засуджений до смертної кари.

## 1930-ті роки і Друга світова війна
У вересні 1936 — березні 1939 брав участь в громадянській війні в Іспанії проти прихильників Франко під псевдонімом «Фріц Ляйснер». Був начальником оперативного відділу бригади, потім інструктором 11-ї інтернаціональної бригади і її начальником штабу, мав військове звання «капітан». Брав участь в арештах і допитах іспанських троцькістів. Після поразки республіканців разом з іншими бійцями інтернаціональних бригад перейшов франко-іспанський кордон, але оскільки французька влада інтернувала всіх, хто перейшов кордон і поміщала до таборів для інтернованих осіб, Мільке з Франції нелегально емігрував до Бельгії. Там йому вдалося влаштуватися на роботу в редакцію однієї з газет.
При вторгненні німецьких військ в Бельгію під час Французької кампанії 1940 втік до Франції, де був на деякий час інтернований. Мільке знову вдалося втекти, він жив під чужим ім'ям, видаючи себе за латиша-емігранта Ріхарда Гебеля, працював лісорубом. Брав участь в русі Опору.
У грудні 1943 затриманий німецькою владою, але не викритий, після чого мобілізований у військово-будівельну Організацію Тодта. Працював на будівництві укріплених споруд, в грудні 1944 зумів утекти і здався в полон військам союзників.

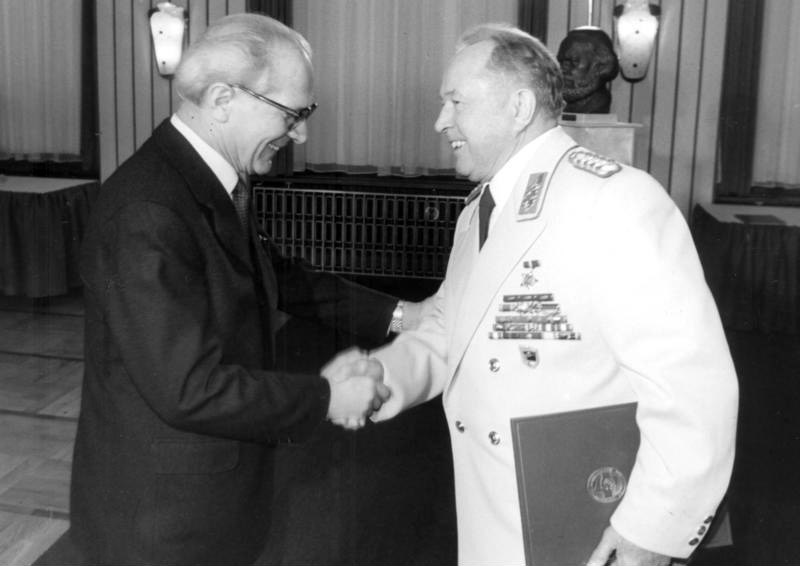
Мільке та Еріх Гонеккер

## У післявоєнній Німеччині і в НДР
Після перемоги союзників над Третім рейхом в червні 1945 Мільке повернувся до Берліну. Працював поліцейським інспектором в Берліні, одночасно був начальником відділу поліції і юстиції. З червня 1946 — віце-президент Німецького управління внутрішніх справ. Після утворення 7 жовтня 1949 Німецької Демократичної Республіки Мільке почав працювати у новоствореній службі безпеки, з жовтня 1949 — генерал-інспектор Головного управління захисту економіки (первинна назва служби безпеки), з 1950 — статс-секретар цієї служби.
З 1955 — заступник міністра, а з листопада 1957 по листопад 1989 — Міністр державної безпеки. За більш ніж 30-річний період на чолі «Штазі» він зробив її однією з найкращих і найбільш ефективних служб контррозвідки і зовнішньої розвідки із тих, що коли-небудь існували в країнах-учасницях Варшавського договору .
Депутат Народної палати НДР з 1958.
Обіймав посаду голови «Штазі» до 7 листопада 1989, коли був знятий з посади міністра, виключений з Політбюро і позбавлений депутатського мандата Народної палати НДР . В наступному місяці виключений СЄПН і заарештований.
У березні 1990 звільнений за станом здоров'я, але це отримало настільки негативний резонанс, що через кілька днів був знову узятий під варту.

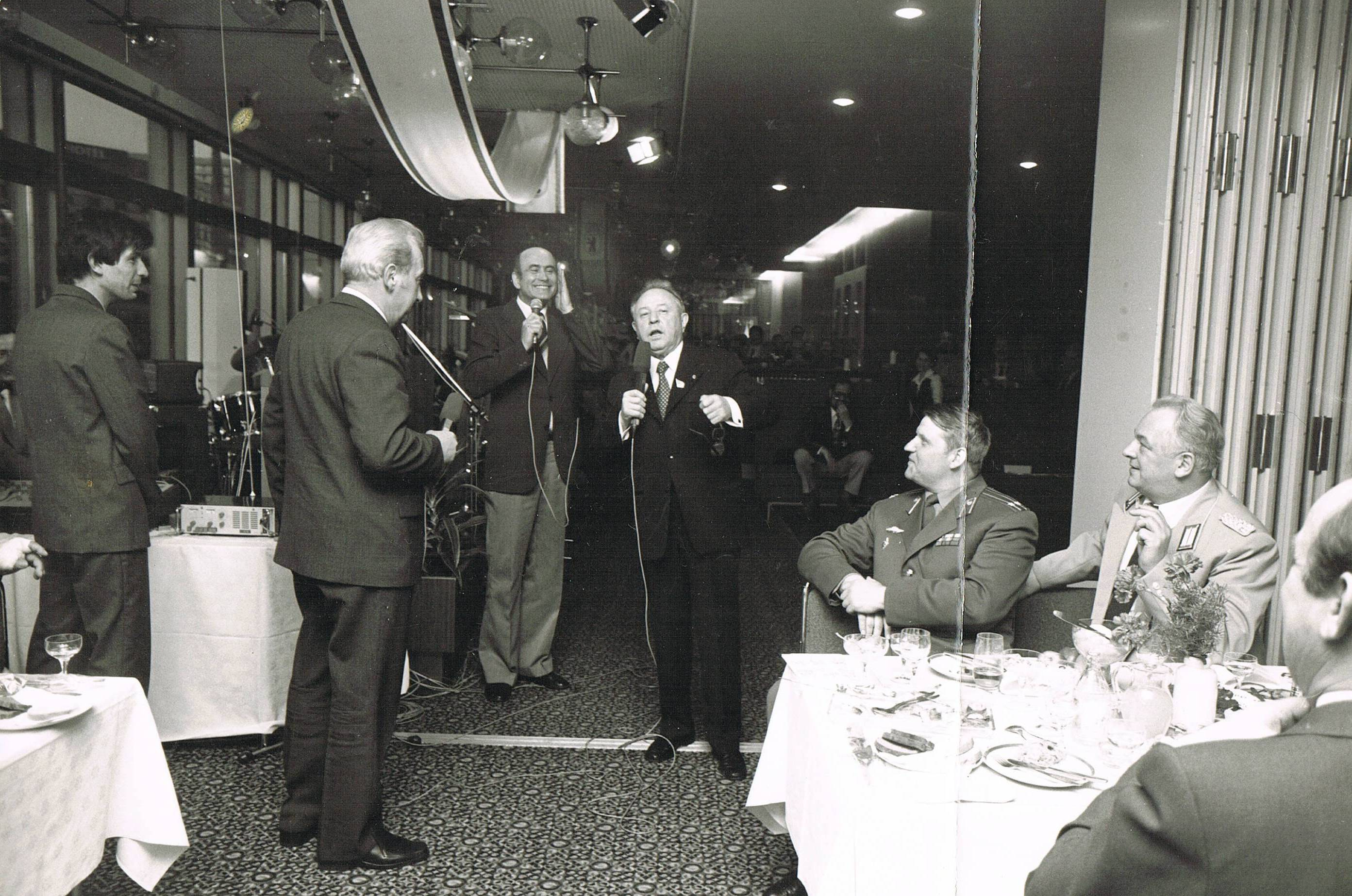
Еріх Мільке і Конрад Науман за вечерею в Берліні.

## У Федеративній Республіці Німеччина
Після ліквідації НДР і об'єднання Німеччини в жовтні 1990 Еріх Мільке постав перед судом разом з колишнім генеральним секретарем СЄПН Еріхом Гонеккером.
У 1992 керівнику «Штазі» були пред'явлені звинувачення у переслідуванні дисидентів, в стеженні за інакомислячими, в доносах і провокації, в стрільбі на ураження по громадянах НДР, які намагалися подолати Берлінську стіну між столицею НДР і Західним Берліном. В результаті 85-річний ветеран спецслужб був засуджений 26 жовтня 1993 до шести років позбавлення волі за участь у вбивстві двох берлінських поліцейських в 1931, за часів Веймарської республіки. Решта справ проти нього були закриті судом в листопаді 1994 з міркувань похилого віку Мільке.
1 серпня 1995 достроково відпущений на свободу.
В останні роки свого життя колишня друга людина в східнонімецькій ієрархії проживала з дружиною Гертрудою у скромній двокімнатній квартирі в Берліні. Сусіди запам'ятали його як тихого нетовариського дідка, якого вигулювали в інвалідному візку охоронці. У березні 2000 його помістили в будинок для людей похилого віку, де його син Франк працював лікарем.
Еріх Мільке помер 21 травня 2000 в Берліні.
6 червня 2000 урна з його прахом була похована на берлінському Центральному кладовищі Фрідріхсфельде.
Мільке був головою спортивного товариства «Динамо» (1953–1989), любив полювати.

## Військові звання
- генерал-інспектор (до 1950)
- генерал-лейтенант (1 січня 1953)
- генерал-полковник (1 жовтня 1959)
- генерал армії (1 лютого 1980)